# چنیز
چنیز (به انگلیسی: Chenies) یک روستا و محله مدنی در بریتانیا است که در Chiltern واقع شده‌است. چنیز ۲۴۶ نفر جمعیت دارد.